# Бен-10: Инопланетный рой
«Бен 10: Инопланетный рой» (англ. Ben 10: Alien Swarm) — американский телефильм режиссёра Алекса Уинтера. Основан на мультсериале Cartoon Network «Бен-10: Инопланетная сила» и является вторым фильмом франшизы «Бен 10» после «Бен-10: Наперегонки со временем».
Премьера состоялась 25 ноября 2009 года на телеканале Cartoon Network, в России был показан на русскоязычном Cartoon Network в среду 9 декабря 2009 года под названием «Бен 10: Инопланетное нашествие». Фильм дублирован на русский язык на студии Videofilm International Ltd по заказу Cartoon Network Studios: автор русских диалогов и режиссёр дубляжа Татьяна Соболь (Хвостикова), также фильм был дублирован на русский язык по заказу СТС-Шестой канал Санкт-Петербург.

## Сюжет
Действие фильма разворачивается после второго сезона «Бен-10: Инопланетная сила».
Бен, Гвен и Кевин приходят на встречу с нелегальными продавцами наночипов неизвестного происхождения. Одним из продавцов оказывается Елена — друг детства Бена. Она просит Бена помочь ей найти её пропавшего отца. Но внезапно чипы оживают и под управлением таинственного человека нападают на них. Продавцы убегают, оставив троицу противостоять незнакомцу. Но Бен уничтожает несколько чипов с помощью супергероя — Крылатого.
Позже, когда троица вернулась в свою штаб-квартиру, они вместе с дедушкой Максом, изучают чипы и приходят к выводу, что чипы — это гибрид органических и технологических компонентов. Туда же приходит и Елена и Макс, говорит ей, чтобы она ушла, так как её отец — Виктор, был учеником Макса, который украл чипы. Бен не желает верить, что Елена похожа на своего отца, и соглашается помочь ей. Вскоре и Гвен с Кевином решают присоединиться к Бену, в поисках отца Елены.
В старой лаборатории её отца, Бен и Елена находят подтверждение того, что её отец работал над модернизацией чипов. На них нападают люди под управлением чипов и им приходится отступить.
В это же время, на Гвен и Кевина нападает целый рой чипов, но Бен, подоспевший на помощь, даёт ему отпор. Все вместе они возвращаются в штаб-квартиру и понимают, что чипы распространяются по всему миру. Группа делает вывод, что должна быть Королева, которая управляет всем Ульем. Они отправляются на поиски Королевы.
Проникнув на завод, группа обнаруживает, что Королева инфицировала отца Елены, тело которого используется для массового производства чипов. Гвен и Кевин неохотно предлагают убить Виктора, чтобы остановить Улей, но Бен и Елена отказываются об этом слышать. Бен, с помощью Омнитрикса превращается в крошечного супергероя — Наномеханизма, похожего на стрекозу, проникает в мозг Виктора и побеждает Королеву, освобождая чипы от её контроля.
Макс просит прощения у Виктора, за то, что подозревал его в предательстве, и решает оставить свою должность. Но Бен не позволяет ему это сделать и все они возвращаются в штаб-квартиру.

## В ролях
- Райан Келли — Бен Теннисон
- Алисса Диас — Елена Валидус
- Галадриель Стинман — Гвен Теннисон
- Натан Кийес — Кевин И. Левин
- Бэрри Корбин — Макс Теннисон
- Герберт Сигенза— Виктор Валидус

## Выход на DVD
Релиз фильма «Бен 10: Инопланетный рой» на DVD состоялся 1 декабря 2009 года.